# ふたつの部屋、ふたりの暮らし
『ふたつの部屋、ふたりの暮らし』（ふたつのへやふたりのくらし、フランス語: Deux）は、2019年のフランスのドラマ映画。監督はフィリッポ・メネゲッティ、出演はバルバラ・スコヴァとマルティーヌ・シュヴァリエなど。長年にわたって恋人関係にあった老女たちを描いている。
第93回アカデミー賞国際長編映画賞にフランス代表作として出品され、最終選考15作品に残ったが、ノミネートには至らなかった。

## ストーリー
南仏モンペリエのアパートで隣人として暮らすニナとマドレーヌは、長年密かに愛し合ってきた恋人同士で、互いの部屋を行き来して平凡な日常を過ごしている。そんな二人は部屋を売ってローマに移住する計画を立てている。
独身で自由なニナは早くローマに行きたいが、子どもの家族が近くに住むマドレーヌは子どもに計画を言い出せず、そのことでニナと仲違いしてしまう。
その翌朝、マドレーヌは脳卒中で倒れ、一命は取り留めたものの話すことも歩くことも出来ず、娘のアンヌはリハビリが長期になりそうだという。
やがてマドレーヌは退院し、雇われた介護士が面倒をみることになっていたが、気がかりなニナは頻繁に顔を出すようになる。そして、介護士が目を離したすきにマドレーヌがいなくなるという事件が起き、日頃ニナと過ごすベンチで見つかる。介護士は解雇され、アンヌが面倒をみてニナがそれを手伝う形になる。
アンヌは、母の若い頃のアルバムにニナが写っていることに気づいて、数年前からの友人と聞いているので不思議に思うが、マドレーヌの様子が気がかりで合鍵で彼女の部屋に入ったニナがベッドで共に眠り、アンヌに見つかることで二人の関係が明らかになる。そしてマドレーヌは施設に入ることになった。
ニナがアンヌに掛け合っても取り合ってもらえず、マドレーヌも、ニナに会いたい一心で、施設からニナに電話をかける。話せないながらマドレーヌからだと気づいたニナは、施設の場所を聞き出し居場所を突き止め、施設に行ってマドレーヌを見つけ、隙を見て施設から連れ出す。それを施設内の陰から見ていたアンヌは二人を追いかける。二人がニナが部屋に戻ると、解雇を恨んでいた介護士の息子によって部屋は荒らされ、金は盗まれていた。駆け付けたアンヌはニナの部屋の前で彼女に詫びるが、アンヌの声は二人に届かない。室内は、好きな音楽を流して踊る二人だけの世界だった。

## キャスト
- ニナ：バルバラ・スコヴァ
- マドレーヌ：マルティーヌ・シュヴァリエ（英語版）
- アンヌ：レア・ドリュッケール（英語版）

## 評価
Rotten Tomatoesでは87件のレビューを集めて支持率は98%、平均点は7.8/10となり、「監督と共同脚本のフィリッポ・メネゲッティの注目すべき長編デビュー作である『ふたつの部屋、ふたりの暮らし』は3人の主人公に豊かな演技を見せつつ、欺瞞的に複雑な愛の物語を語っている」とまとめられた。Metacriticでは20件の批評を基に加重平均値は82/100と示された。